# Auron
Auron ist ein zur Gemeinde Saint-Étienne-de-Tinée gehörendes Dorf in den Seealpen (Département Alpes-Maritimes, Region Provence-Alpes-Côte d’Azur). Der frühere Alm-Weiler auf einem 1600 m hoch gelegenen Plateau, der auch die Kornkammer des etwa 7 km entfernten Saint-Étienne war, ist heute ein bekannter Wintersportort.
Das Skigebiet liegt in der äußeren Zone des Mercantour-Nationalpark und beginnt in einer Höhe von 1.600 m über dem Meeresspiegel.

## Geschichte
Bis in die 1930er Jahre wurde die Hochebene von Auron als Alm des Ortes Saint-Étienne-de-Tinée genutzt, die nur über enge Bergpfade erreichbar war. Nachdem dann in Megève und Sestriere die ersten Wintersportzentren entstanden, beschloss der Generalrat des Départements den Bau eines vergleichbaren Zentrums auf der Hochebene von Auron, der auch den Wiederaufbau des 1929 durch eine Lawine weitgehend zerstörten Dorfes Saint-Étienne-de-Tinée unterstützen sollte. 1934 fand dort der erste Skiwettbewerb statt, 1937 wurde der erste Lift (der dritte in Frankreich) eingeweiht. Der weitere Ausbau wurde aber durch den Ausbruch des Zweiten Weltkriegs unterbrochen und gewann erst in den 1960er Jahren wieder an Dynamik. Nach der Eröffnung des benachbarten Wintersportzentrums Isola 2000 1971 wurden die Anlagen grundlegend erneuert.

## Sehenswürdigkeiten

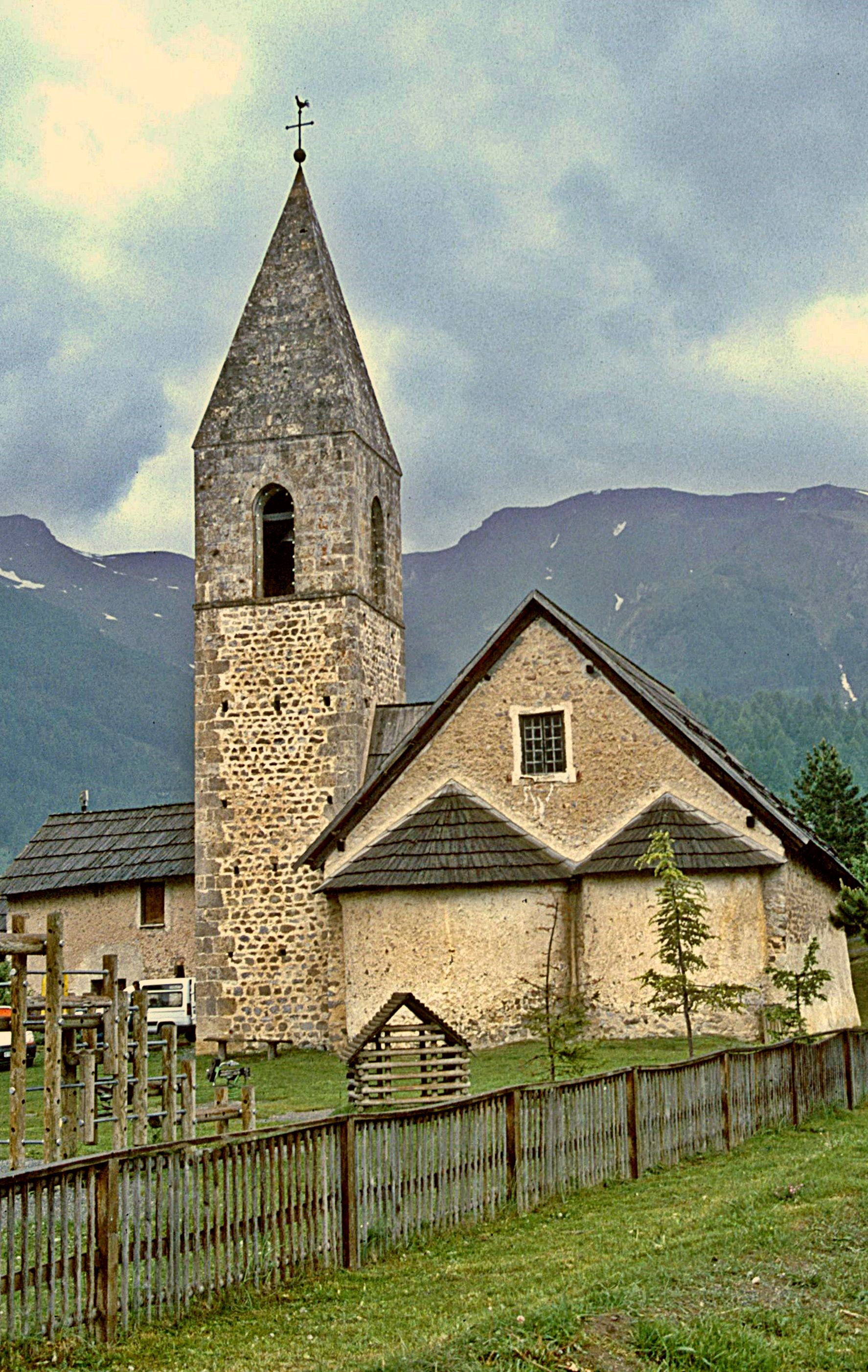
Saint-Érige

Die romanische Chapelle Saint-Érige aus dem 13. Jahrhundert ist Monument historique. In einer Legende wird erzählt, dass Érige, der in der zweiten Hälfte des 5. Jahrhunderts Bischof von Gap war, bei einem seiner Ritte über Land in einen Hinterhalt von Räubern geriet und im Tal der Tinée in die Enge getrieben wurde. Doch plötzlich machte sein Pferd einen gewaltigen Satz, trug seinen Reiter fast 500 m in die Höhe und landete auf der Hochebene von Auron genau dort, wo jetzt die Kapelle steht. Alljährlich finden deshalb hier am 17. Juli, dem Geburtstag des später heiliggesprochenen Saint Érige, Wallfahrten statt.

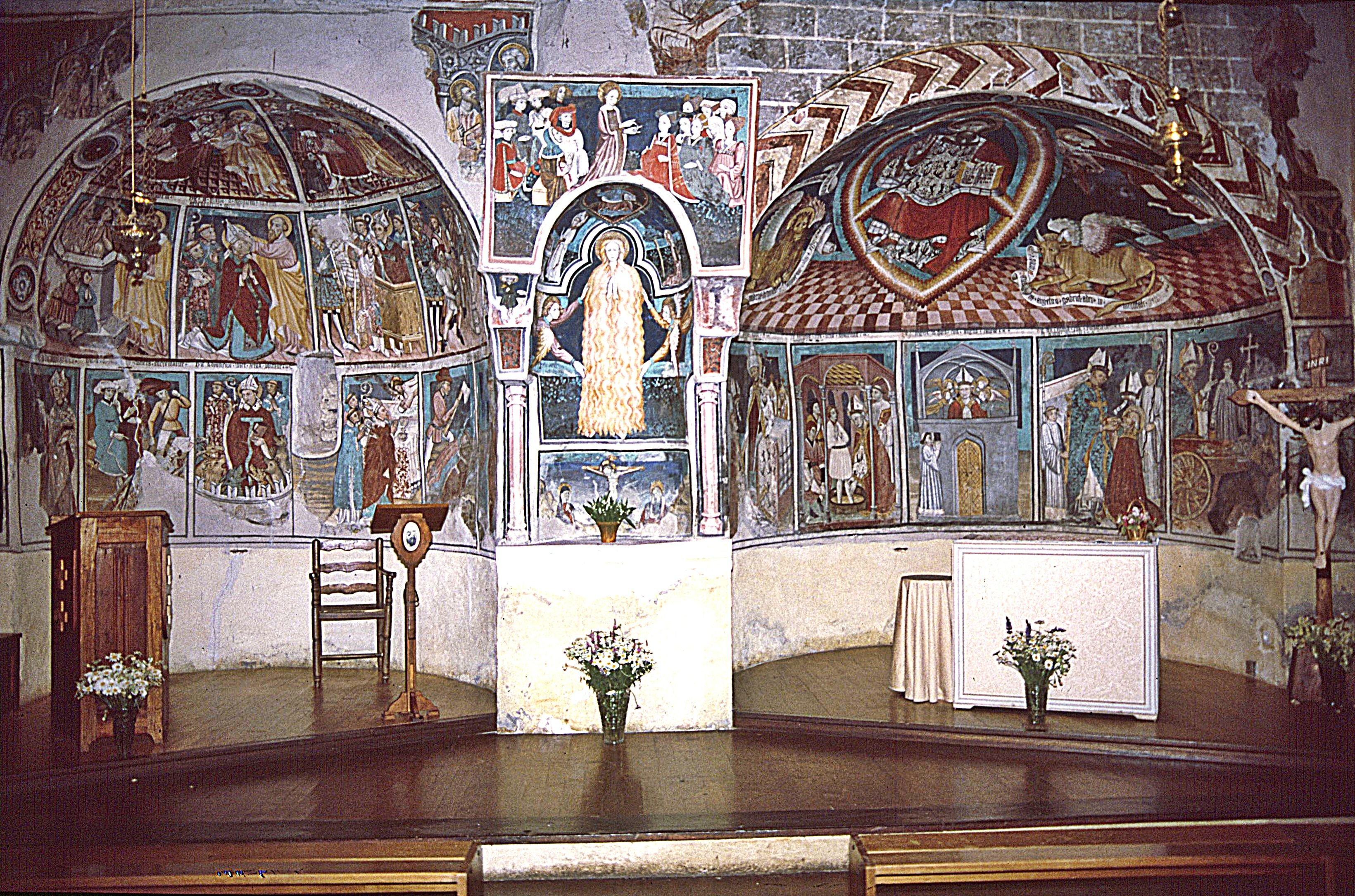
Apsiskapellen von Saint-Érige

Die Kapelle beinhaltet nur ein Schiff, das in zwei ungleichen Apsiden endet, zwischen denen eine baldachinüberwölbte Nische vorsteht. Diese drei Innenkapellen, die jeweils einen Altar besitzen, sind mit Leimfarben vollständig ausgemalt. Ein unbekannter Künstler, der zweifellos piemontesischer Herkunft war, hat sie 1451 ausgeführt.

Rechte Apsis:

In der Wölbung oben sitzt Christus in der Mandorla und segnet das Buch des Lebens. Er ist von den Symbolen der vier Evangelisten umgeben: dem geflügelten Menschen für Matthäus, dem Stier für Lukas, dem Löwen für Markus und dem Adler für Johannes.

Darunter sind sechs Episoden aus dem Leben des heiligen Érige veranschaulicht: er schlägt einen Drachen nieder; er kniet vor Papst Gregor, der ihm seine behandschuhte Hand hinstreckt, um ihm aufzuhelfen; er wäscht drei Leprösen die Füße und heilt sie; umgeben von vier kleinen Engeln über einem geschlossenen Tor lauscht er der himmlischen Musik, während am Tor ein Mönch durch eine Öffnung späht; er erhält von Ysicius, dem Bischof von Grenoble die Kommunion; schließlich wird sein Körper in einen Karren gelegt, der von einem Ochsen und dem Bären gezogen wird, dem er den Teufel ausgetrieben hatte.

Linke Apsis: Leben des Saint Denis auf zwölf Tafeln:

Dionysius hört dem predigenden Apostel Paulus zu; er heilt einen winzig dargestellten Blinden; er, seine Frau und seine vier Kinder werden von Paulus getauft; Paulus weiht ihn zum Bischof; er predigt vor dem Präfekten von Paris; er wird gegeißelt; er segnet den heiligen Domnin, seinen Schüler; er wird lebendig verbrannt; er wird zusammen mit seinen Schülern den wilden Tieren vorgeworfen; er erhält von Christus die letzte Kommunion; er wird enthauptet und ergreift seinen Kopf mit der Mitra; schließlich marschiert er zu einer Kirche, der zukünftigen Kathedrale von Saint-Denis.

Zentralnische: Geschichte der Maria Magdalena:

In der Wölbung hält Christus in der Mandorla das offene Buch des Lebens. Rechts davon kniet Magdalena vor Christus; links davon ruht sie in einem Sarkophag, gesegnet von Bischof Maximin, daneben steht Martha mit auf der Brust gekreuzten Händen, ein Engel trägt die Seele Magdalenas weg.

Im Zentrum der Nische sind zwei Engel dabei, Magdalena emporzuheben, darunter Christus am Kreuz zwischen der Jungfrau Maria und Johannes, zwei Felsen rahmen das Gemälde ein.

Über der Nische verkündet Magdalena in lila-goldenem Kleid den Marseillanern das Evangelium, rechts von ihr die Gruppe der Frauen auf blühender Wiese, links von ihr die Männergruppe. Die Gewänder aus der Mitte des 5. Jahrhunderts sind erkennbar dargestellt.

Die Nordwand ziert ein monumentaler Christophorus und ein Bild, das an die Gepflogenheit erinnert, dass früher totgeborene Kinder zur Nottaufe in die Kapelle gebracht wurden: Saint Denis und Saint Érige zu Füßen der Jungfrau Maria mit einem Wickelkind.